# Special Forces VIPS
Special Forces VIPS (ondertitel: Wie durft wint) is een quasi militair Nederlands televisieprogramma, uitgezonden door  Videoland. De eerste aflevering van het eerste seizoen werd tevens uitgezonden op RTL 4. Het is de Nederlandse adaptatie van het Britse format SAS: Who Dares Wins (Channel 4).

## Format
In het programma gaat een groep bekende Nederlanders de uitdaging aan om gezamenlijk een zware training te volgen die gelijk zou moeten staan aan wat de special forces meemaken. Deze training bestaat uit veel verschillende opdrachten die de kandidaten moeten doorstaan, gaat het fout dan moet de opdracht opnieuw gedaan worden. De training volgt een week lang en gebeurt voornamelijk overdag; echter de kandidaten moeten de gehele dag paraat staan. Als er door de staf aanwijzingen geven worden, moeten deze direct opgevolgd worden. Wordt deze aanwijzing fout of te laat uitgevoerd dan wordt de hele groep gestraft.
In tegenstelling tot andere adventure reality competities, is er in dit format geen formele eliminatie of stemrondes. Wanneer een kandidaat de groep niet meer kan bijhouden of de training niet meer ziet zitten, kan deze zelf aangeven om uit de race te stappen door de woorden "ik geef op" uit te spreken. Wel is er aan het eind van iedere aflevering een evaluatie van een van de kandidaten door de staf, die optioneel ook eindigt met het opstappen van deze kandidaat. De kandidaat ligt dan gelijk uit het programma en moet direct het terrein verlaten, zonder afscheid te nemen van de groep.
Aan het einde van het seizoen volgen de overgebleven kandidaten een individuele eindmissie uit. Dit geldt als de finale van het programma.

## Staf
Er is geen formele presentator van dit programma. De opdrachten worden geleid door ex-militairen. In seizoen 1 t/m 3 zijn dat Erik Wegewijs, Sander Aarts, Bas Kremer en Mitchell Ossenbaar. In seizoen 4 wordt Aarts vervangen door Nikki Koppedraaijer.

## Deelnemers

### Seizoen 1 (2021)
Het eerste seizoen bestond uit zes afleveringen.
| Deelnemer             | Afleveringen | Afleveringen | Afleveringen | Afleveringen | Afleveringen | Afleveringen |
| Deelnemer             | 1            | 2            | 3            | 4            | 5            | 6            |
| --------------------- | ------------ | ------------ | ------------ | ------------ | ------------ | ------------ |
| Nouchka Fontijn       |              |              |              |              |              |              |
| Tim Haars             |              |              |              |              |              |              |
| Dave Roelvink         |              |              |              |              |              |              |
| Giel Beelen           |              |              |              |              |              |              |
| Alkan Çöklü           |              |              |              |              |              |              |
| Jamie Trenité         |              |              |              |              |              |              |
| Roy Meyer             |              |              |              |              |              |              |
| Gaby Blaaser          |              |              |              |              |              |              |
| Imanuelle Grives      |              |              |              |              |              |              |
| Hannelore Zwitserlood |              |              |              |              |              |              |

Kleurlegenda:
 Deelnemer heeft deze aflevering overleefd.
 Deelnemer verliet deze aflevering het spel vrijwillig.
 Deelnemer moest in deze aflevering het spel verlaten.
 Deelnemer is in deze aflevering niet meer te zien.

### Seizoen 2 (2022)
Het tweede seizoen bestond uit acht reguliere afleveringen en één reünie aflevering, waarin terug werd geblikt.
| Deelnemer         | Afleveringen | Afleveringen | Afleveringen | Afleveringen | Afleveringen | Afleveringen | Afleveringen | Afleveringen |
| Deelnemer         | 1            | 2            | 3            | 4            | 5            | 6            | 7            | 8            |
| ----------------- | ------------ | ------------ | ------------ | ------------ | ------------ | ------------ | ------------ | ------------ |
| Mark Schaaf       |              |              |              |              |              |              |              |              |
| Kaj Gorgels       |              |              |              |              |              |              |              |              |
| Donny Roelvink    |              |              |              |              |              |              |              |              |
| Marianne Timmer   |              |              |              |              |              |              |              |              |
| Ouassima Tajmout  |              |              |              |              |              |              |              |              |
| Denzel Slager     |              |              |              |              |              |              |              |              |
| Sylvia Geersen    |              |              |              |              |              |              |              |              |
| Thijs Zeeman      |              |              |              |              |              |              |              |              |
| Henk Grol         |              |              |              |              |              |              |              |              |
| Ferry Doedens     |              |              |              |              |              |              |              |              |
| Mariska van Kolck |              |              |              |              |              |              |              |              |

Kleurlegenda:
 Deelnemer heeft deze aflevering overleefd.
 Deelnemer verliet deze aflevering het spel vrijwillig.
 Deelnemer moest in deze aflevering het spel verlaten.
 Deelnemer is in deze aflevering niet meer te zien.

### Seizoen 3 (2023)
Het derde seizoen is het eerste seizoen waar naast bekende Nederlanders / bekende Vlaming ook onbekende deelnemers aan meededen; in totaal deden er zeven bekende en zeven onbekende deelnemers mee.
| Deelnemer            | Afleveringen | Afleveringen | Afleveringen | Afleveringen | Afleveringen | Afleveringen | Afleveringen | Afleveringen |
| Deelnemer            | 1            | 2            | 3            | 4            | 5            | 6            | 7            | 8            |
| -------------------- | ------------ | ------------ | ------------ | ------------ | ------------ | ------------ | ------------ | ------------ |
| Thijs van Leeuwen    |              |              |              |              |              |              |              |              |
| Jorien ter Mors      |              |              |              |              |              |              |              |              |
| Lotte van Zijl       |              |              |              |              |              |              |              |              |
| Levi Rigters         |              |              |              |              |              |              |              |              |
| Anouk Maas           |              |              |              |              |              |              |              |              |
| Denzel Hajema        |              |              |              |              |              |              |              |              |
| Michael Boogerd      |              |              |              |              |              |              |              |              |
| Amin Lelieveld       |              |              |              |              |              |              |              |              |
| Koen Pieter van Dijk |              |              |              |              |              |              |              |              |
| Fabrizio Tzinaridis  |              |              |              |              |              |              |              |              |
| Liza Bierma          |              |              |              |              |              |              |              |              |
| Danny Bogers         |              |              |              |              |              |              |              |              |
| Annelies Fortuin     |              |              |              |              |              |              |              |              |
| Raffaëla Paton       |              |              |              |              |              |              |              |              |

Kleurlegenda:
 Deelnemer heeft deze aflevering overleefd.
 Deelnemer verliet deze aflevering het spel vrijwillig.
 Deelnemer moest in deze aflevering het spel verlaten.
 Deelnemer is in deze aflevering niet meer te zien.

### Seizoen 4 (2024)
Het vierde seizoen ging op 28 januari 2024 van start met een dubbele aflevering en is ditmaal weer een seizoen met enkel bekende Nederlanders als deelnemers.
| Deelnemer         | Afleveringen | Afleveringen | Afleveringen | Afleveringen | Afleveringen | Afleveringen | Afleveringen | Afleveringen |
| Deelnemer         | 1            | 2            | 3            | 4            | 5            | 6            | 7            | 8            |
| ----------------- | ------------ | ------------ | ------------ | ------------ | ------------ | ------------ | ------------ | ------------ |
| Demy de Zeeuw     |              |              |              |              |              |              |              |              |
| Ayoub Louihrani   |              |              |              |              |              |              |              |              |
| Merlijn Kamerling |              |              |              |              |              |              |              |              |
| Maria Tailor      |              |              |              |              |              |              |              |              |
| London Loy        |              |              |              |              |              |              |              |              |
| Thijs Boermans    |              |              |              |              |              |              |              |              |
| Harrie Snijders   |              |              |              |              |              |              |              |              |
| Edith Bosch       |              |              |              |              |              |              |              |              |
| Kim Feenstra      |              |              |              |              |              |              |              |              |
| Bizzey            |              |              |              |              |              |              |              |              |
| Demi de Boer      |              |              |              |              |              |              |              |              |
| Olcay Gulsen      |              |              |              |              |              |              |              |              |

Kleurlegenda:
 Deelnemer heeft deze aflevering overleefd.
 Deelnemer verliet deze aflevering het spel vrijwillig.
 Deelnemer moest in deze aflevering het spel verlaten.
 Deelnemer is in deze aflevering niet meer te zien.

### Seizoen 5 (2025)
De deelnemers voor het aankomende vijfde seizoen werden op 15 augustus 2025 bekend gemaakt.
| Deelnemer           | Afleveringen |
| Deelnemer           | 1            |
| ------------------- | ------------ |
| Timor Steffens      |              |
| Famke Louise        |              |
| Cherry-Ann Person   |              |
| Kosso               |              |
| Jody Bernal         |              |
| Fajah Lourens       |              |
| Rachel John         |              |
| Farja Farvardin     |              |
| Dylan Hoogerwerf    |              |
| Djarno Hofland      |              |
| Matthijs Groenevelt |              |

Kleurlegenda:
 Deelnemer heeft deze aflevering overleefd.
 Deelnemer verliet deze aflevering het spel vrijwillig.
 Deelnemer moest in deze aflevering het spel verlaten.
 Deelnemer is in deze aflevering niet meer te zien.